# イワンカ・フリストワ
イワンカ・フリストワ （ブルガリア語:Иванка Христова、1941年11月19日 - 2022年2月24日）は、ブルガリアの元陸上競技選手。女子砲丸投の元世界記録保持者。1976年モントリオールオリンピック直前の1976年7月3日に、東ドイツのマリアンネ・アダムの持っていた世界記録を破り、21.87mの世界新記録を達成。わずか2日後にも21.89mの世界新記録を樹立。同月に行われたオリンピックでは金メダルを獲得した。

## 主な実績
| 年   | 大会                     | 場所                         | 種目   | 結果 | 記録   |
| ---- | ------------------------ | ---------------------------- | ------ | ---- | ------ |
| 1967 | ヨーロッパ室内陸上選手権 | プラハ(チェコスロバキア)     | 砲丸投 | 2位  | 16.55m |
| 1969 | ヨーロッパ室内陸上選手権 | ベオグラード(ユーゴスラビア) | 砲丸投 | 2位  | 16.94m |
| 1972 | オリンピック             | ミュンヘン(西ドイツ)         | 砲丸投 | 3位  | 19.35m |
| 1975 | ヨーロッパ室内陸上選手権 | カトヴィツェ(ポーランド)     | 砲丸投 | 3位  | 18.35m |
| 1976 | ヨーロッパ室内陸上選手権 | ミュンヘン(西ドイツ)         | 砲丸投 | 1位  | 20.45m |
| 1976 | オリンピック             | モントリオール(カナダ)       | 砲丸投 | 1位  | 21.16m |